# Gianicolense (Quartiere)

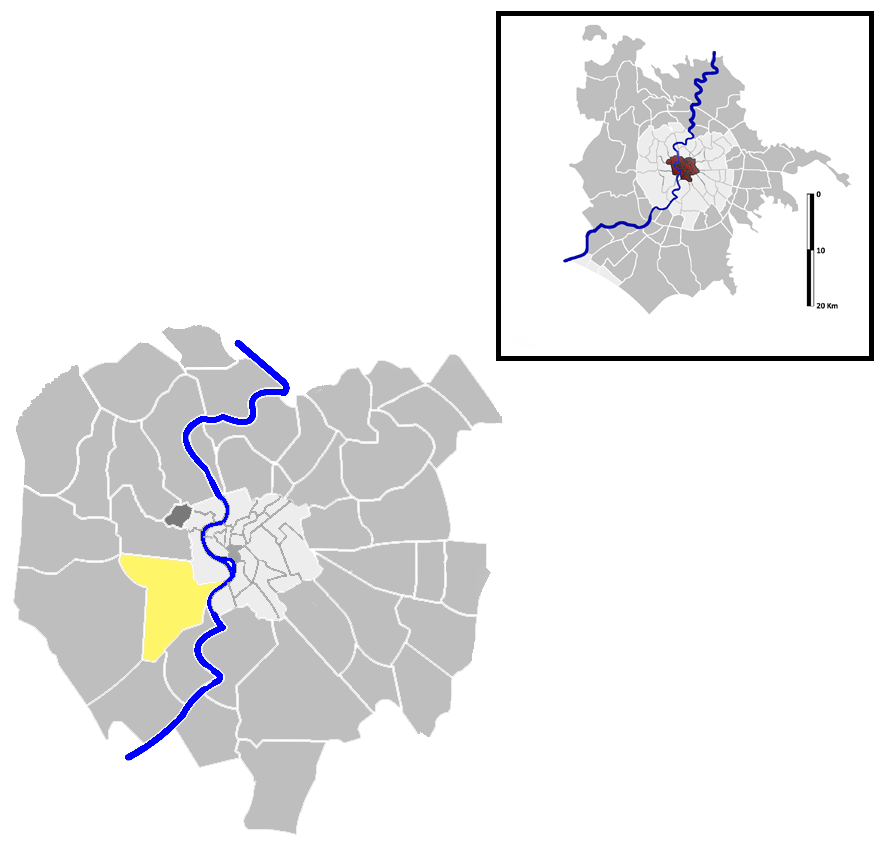
Lage von Gianicolense in Rom

Gianicolense ist ein Quartier im Südwesten der italienischen Hauptstadt Rom. Der Name leitet sich vom Hügel Gianicolo ab. Das Quartier wird als Q.XII bezeichnet und ist Teil von Municipio XII. Es zählt 89.618 Einwohner und hat eine Fläche von 7,7682 km².
Es bildet die mit dem Code 16.d bezeichnete zone urbanistiche mit 54.281 Einwohnern.
Von den Römern wird das Quartier meist als Monteverde bezeichnet.

## Geschichte
Gianicolense ist einer der ersten 15 Bezirke, die 1911 in Rom gegründet und 1921 offiziell anerkannt wurden.

## Besondere Orte
- Valle dei Casali
- Villa Doria Pamphilj
- Via Portuensis
- Mura Gianicolesi
- San Pancrazio
- Trasfigurazione di Nostro Signore Gesù Cristo
- Santa Maria del Carmine e San Giuseppe al Casaletto
- Santa Giuliana Falconieri
- Santa Maria Regina Pacis
- Santa Maria Madre della Provvidenza
- Santi Francesco e Caterina Patroni d’Italia
- Santa Teresa
- Nostra Signora de La Salette
- Santa Maria della Provvidenza
- Parrochia San Giulio (Rom)
- Parrochia San Damaso (Rom)
- Nostra Signora di Coromoto
- San Francesco di Sales a Via Portuense